# Szucsou óriáskerék
A Szucsou óriáskerék egy 120 méter magas óriáskerék Szucsouban (Jiangsu, Kína).
Az óriáskerék építése és tesztelése 2009 áprilisában fejeződött be, majd 2009. május 1-jén nyitották meg a közönség számára. Az óriáskerék 60 kapszulája összesen 300 ember befogadására képes. Egy fordulatot kb. 20 perc alatt tesz meg.
Kínában további három 120 méter magas óriáskerék van, a Tianjin Eye (2007-ben épült), a Csengcsou óriáskerék (2003-ban épült) és a Csangsa óriáskerék (2004-ben épült). Ezeknél nagyobb csak a 160 méter magas Star of Nanchang, illetve ha befejeződnek a 208 méteres Beijing Great Wheel építési munkálatai, az lesz Kína és a világ legmagasabb óriáskereke.